# GZTV
Guangzhou Television of GZTV is de lokale televisie van Guangzhou. GZTV heeft tien televisiezenders en deze gebruiken alle het Standaardkantonees als voertaal. De meeste reclames op deze zenders zijn in hetzelfde dialect gemaakt. GZTV is gevestigd in Guangzhou aan de Huanshistraat 环市路 en beslaat 12.000 m². De televisietoren van GZTV is 205 meter hoog en staat 250 meter boven de zeespiegel.

## Geschiedenis
GZTV verzorgde op 1 oktober 1988 zijn eerste uitzending. In 1994 startten ze met kabeltelevisiezenders. Tegenwoordig zijn er nog zes zenders die zo uitgezonden worden. Sinds november 2005 maakt GZTV samen met RTHK verschillende televisieprogramma's.

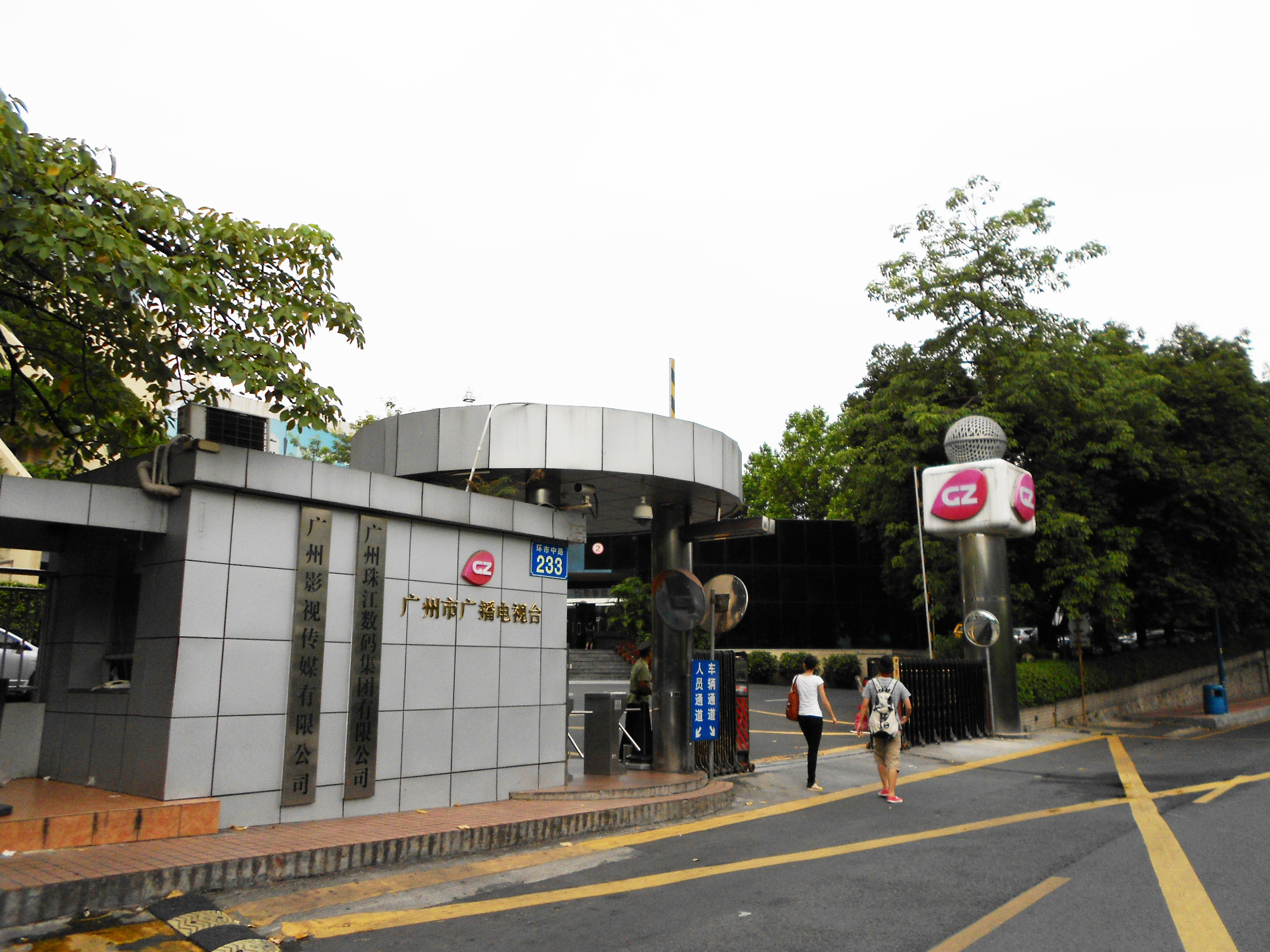
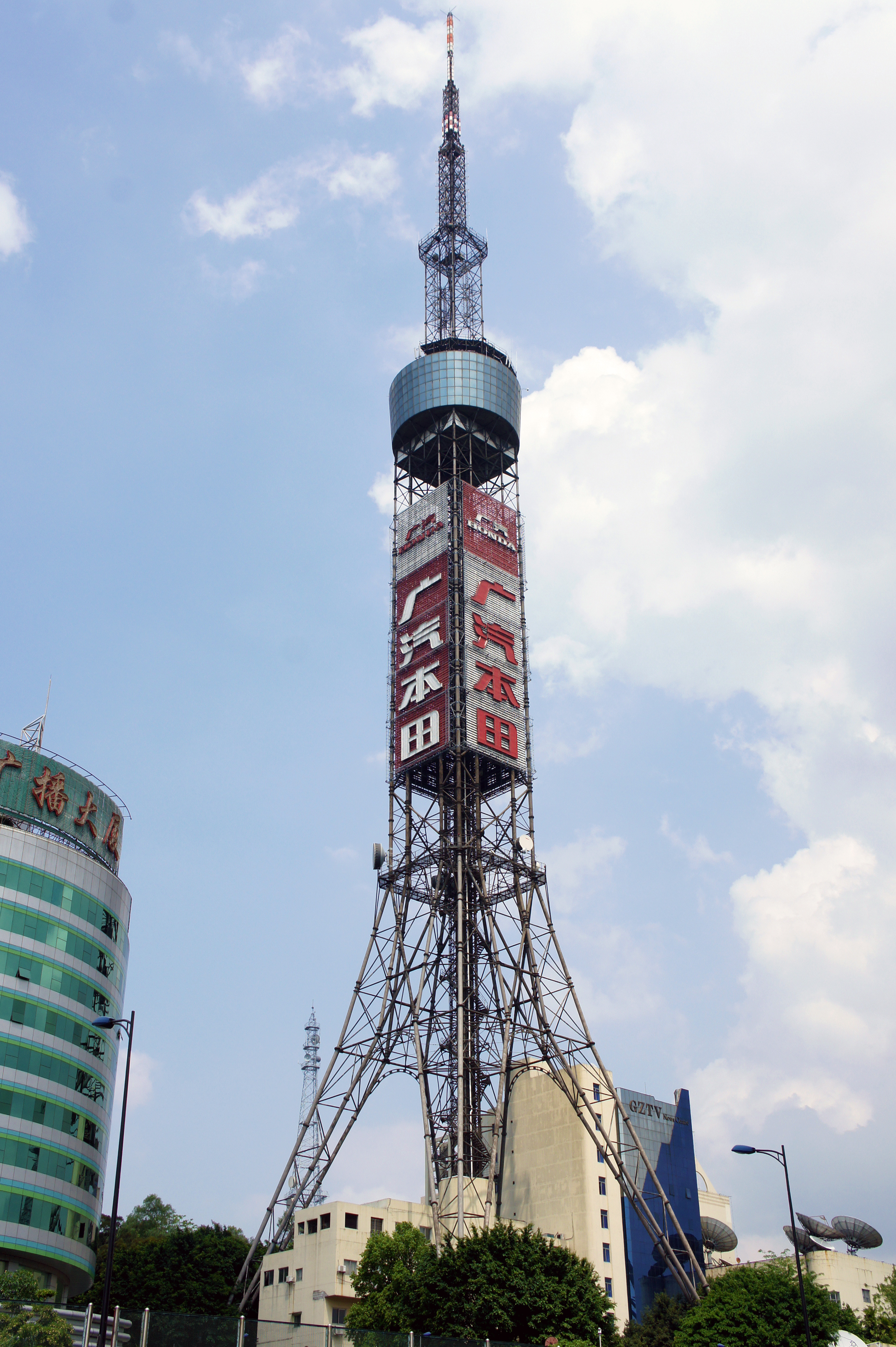
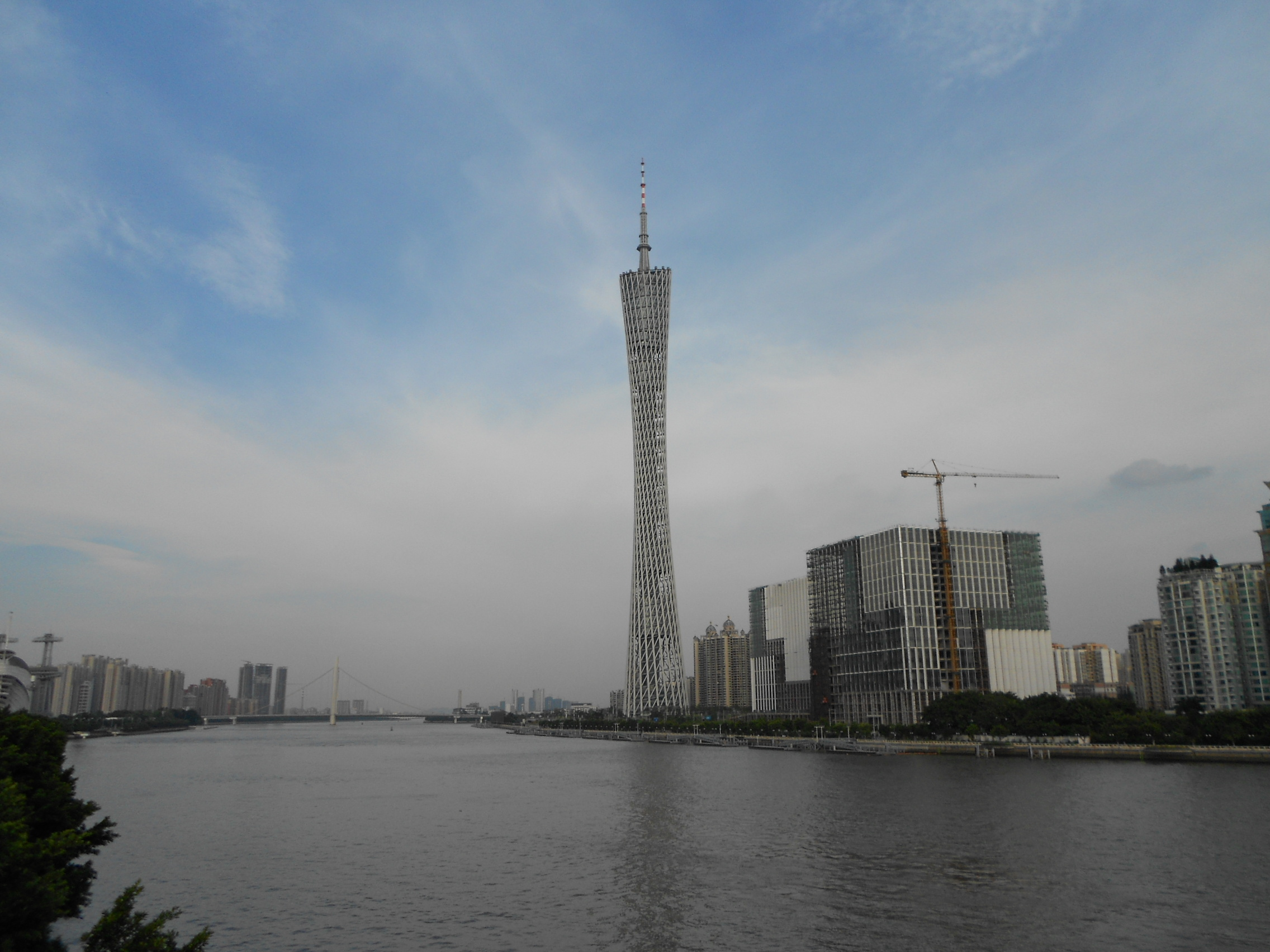
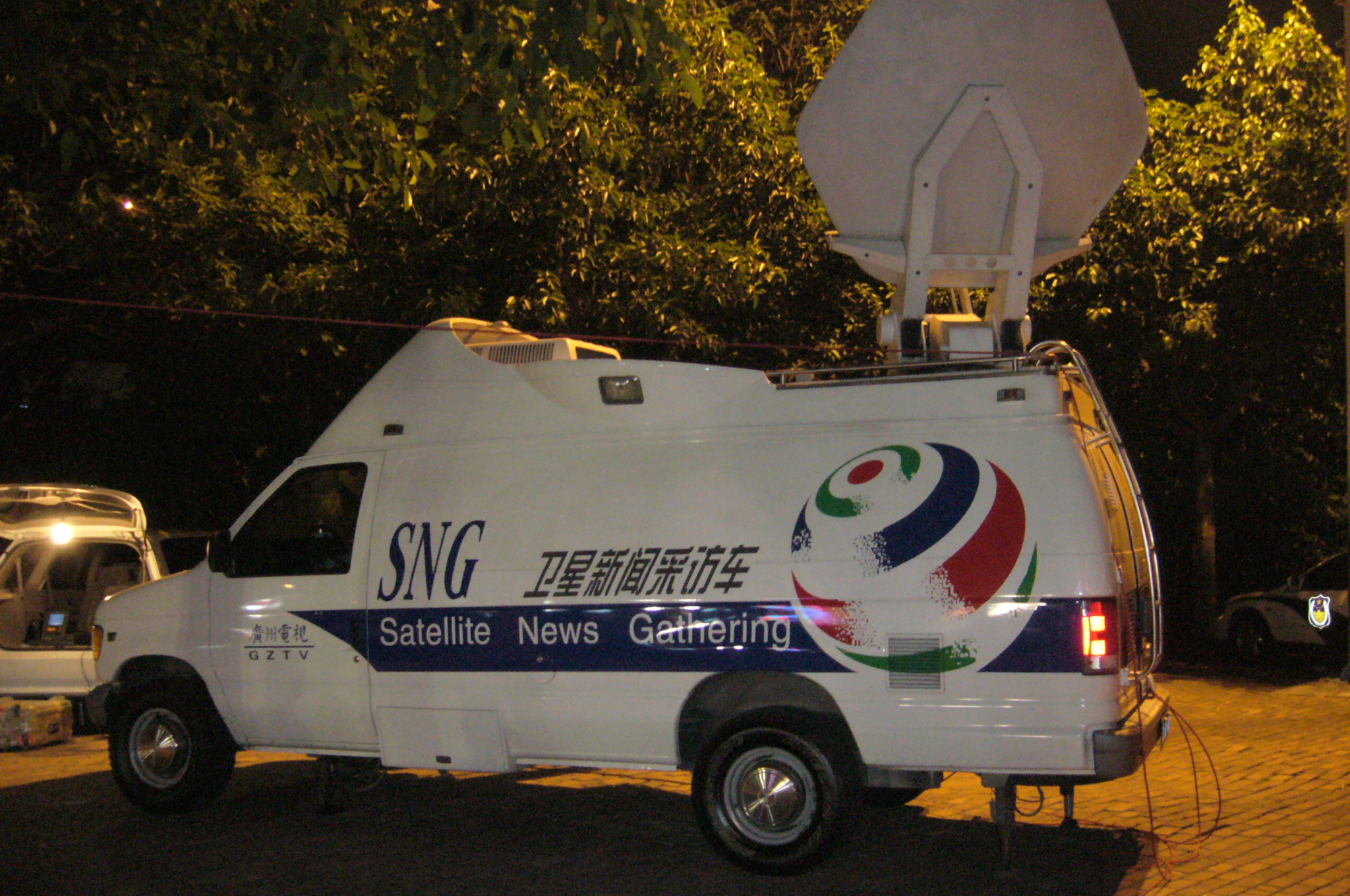

## Televisiezenders
- GZTV hoofdzender 综合频道
- GZTV nieuwszender 新闻频道
- GZTV racekanaal 竞赛频道
- GZTV filmzender 影视频道
- GZTV Engels 英语频道
- GZTV economisch nieuws 经济频道
- GZTV kinderzender 少儿频道
- GZTV shoppingkanaal 购物频道
- GZTV openbaar vervoerkanaal 移动频道
- GZTV 34 34频道

## Televisieprogramma's
- San Man Yat Yat T'aj 新闻日日睇
- Sing Sie Waa T'aj 城市话题
- Sam Seuj Poow Moow 心水保姆
- Kam Yat Poow Toow 今日报道
- Kwôong Chauw Choow San 广州早晨
- Kwôong Chauw Ching Moow Chie Tseung 广州政务之窗
- Kwôong Chauw Tien Sie Yat Yat Sing 广州电视日日醒
- Hap Kaa Foen K'ek Tseung 合家欢剧场
- Ling Naam Sing Hong Haa 岭南星空下
- Meej Chooi Faa Sing 美在花城
- Kwôong Chauw Tuun K'ek 广州短剧
- Naam Kwôk Hong Tauw 南国红豆

## GZTV's presentators
- Chen Yang 陈扬